# Route nationale 184
Dieser Artikel wurde aufgrund von inhaltlichen Mängeln auf der Qualitätssicherungsseite des WikiProjekts Straßen eingetragen. Dies geschieht, um die Qualität der Artikel aus dem Themengebiet Straßen auf ein akzeptables Niveau zu bringen. Bitte hilf mit, die inhaltlichen Mängel dieses Artikels zu beseitigen, und beteilige dich bitte an der Diskussion!
Die N184 ist eine französische Nationalstraße, die 1824 zwischen Versailles und Saint-Ouen-l’Aumône festgelegt wurde. Sie bestand aus zwei Teilen, die durch die N13 getrennt waren. Ihre Gesamtlänge betrug 29 Kilometer. 1978 übernahm die N186 den Abschnitt zwischen Versailles und Port-Martly, außerdem wurde die N184 über die Trassen der N184C, N184D und N322D geführt. 1984 erfolgte die Verlängerung der Schnellstraße bis Frépillon und 1985 bis zur N1 bei L’Isle-Adam. Der Abschnitt zwischen der A115 und dem Abzweig der Francilienne wird künftig Teil dieser werden.

## N184a
Die N184A war ein Seitenast der N184, der westlich von Louvenciennes parallel zu dieser verlief. Ihre Länge betrug 2 Kilometer. 1973 wurde sie in N386 umgenummert und 1991 abgestuft.

## Streckenverlauf
| Position | höchste zulässige Gesamtgeschwindigkeit | Fahrbahnen | km  | Typ                          | Abschnitt                      | Breitengrad | Längengrad |
| -------- | --------------------------------------- | ---------- | --- | ---------------------------- | ------------------------------ | ----------- | ---------- |
| 1        | 70                                      | 2          |     | Beginn in Stadt              | Éragny                         | 49.0245     | 2.1037     |
| 2        | 70                                      | 2          |     | Raststätten                  | Eragny                         | 49.0261     | 2.1036     |
| 3        | 70                                      | 2          |     | Vollständige Anschlussstelle | Eragny – CC Art de Vivre       | 49.0278     | 2.1032     |
| 4        | 110                                     | 3          |     | Vollständiges Kreuz          | A 15                           | 49.0327     | 2.1085     |
| 5        | 110                                     | 2          | 0.5 | Teil-Anschlußstelle          | Saint-Ouen-l’Aumône            | 49.0353     | 2.1160     |
| 6        | 110                                     | 2          | 1   | Vollständige Anschlussstelle | Saint-Ouen-l’Aumône – D14      | 49.0366     | 2.1208     |
| 7        | 110                                     | 2          | 2   | Vollständige Anschlussstelle |                                | 49.0443     | 2.1295     |
| 8        | 110                                     | 2          | 3   | Vollständige Anschlussstelle | Gemeinschaftspark              | 49.0486     | 2.1351     |
| 9        | 110                                     | 2          | 3.5 | Teil-Anschlußstelle          | Gemeinschaftspark              | 49.0499     | 2.1422     |
| 10       | 110                                     | 2          | 4.5 | Vollständige Anschlussstelle | Gemeinschaftspark              | 49.0511     | 2.1493     |
| 11       | 110                                     | 2          | 7   | Vollständiges Dreieck        | A115                           | 49.0514     | 2.1841     |
| 12       | 110                                     | 2          | 7.5 | Vollständige Anschlussstelle | Méry-sur-Oise                  | 49.0529     | 2.1979     |
| 13       | 110                                     | 2          | 8.5 | Vollständige Anschlussstelle | Frépillon-Villiers-Adam        | 49.0581     | 2.2091     |
| 14       | 110                                     | 2          | 10  | Vollständige Anschlussstelle | Villiers-Adam-Mériel           | 49.0700     | 2.2209     |
| 15       | 110                                     | 2          | 11  | Teilausgebautes Dreieck      | D104 – Francilien              | 49.0728     | 2.2405     |
| 16       | 110                                     | 2          | 13  | Teil-Anschlußstelle          | Forêt Domaniale de L’Isle-Adam | 49.0840     | 2.2568     |
| 17       | 110                                     | 2          | 15  | Vollständige Anschlussstelle | L’Isle-Adam-Nerville           | 49.0993     | 2.2656     |
| 18       | 110                                     | 2          | 16  | Ende der Autobahn            | A-16                           | 49.1024     | 2.2679     |

## N184b
Die N184B war ein Seitenast der N184, der in Louveciennes von dieser abzweigte und zum Château de Madame du Barry führte. Sie wurde 1969 zur Kommunalstraße (Avenue Saint-Martin) abgestuft.

## N184c
Die N184C entstand aus einem Teil der N184, als diese 1960 nördlich und westlich um Saint-Germain-en-Laye herum auf die N13 geführt wurde. 1973 wurde sie in N284 umgenummert und 1991 zur D284 abgestuft.

## N184d
Die N184D war eine französische Nationalstraße, die 1974 als Schnellstraße von der N184 an der Seinebrücke bei Conflans-Sainte-Honorine erstellt wurde und zur Anschlussstelle 7 der A15 verlief. Fortsetzung fand sie in der N322D. 1978 wurde sie in N184 umgenummert.